# ساموس أران
ساموس أران (باليابانية: サムス・アラン ساموسو أران باللاتينية: Samus Aran) هي صيادَ هبةٍ وجندية سابقة بالاتحاد المجري. وبطلة رواية سلسلة ألعاب فيديو « مترويد ». عرضت لعبة فيديو 1986 مترويد. عادة ترتدي هيكل خارجي مدعوم بأسلحة تشمل أشعة و قذائف. تنفذ مهمات لاتحاد المجرة و تصطاد قراصنة الفضاء وقائدهم ريدلي و الطفيليات تسمي ميترويدات.